# Universidad Finis Terrae

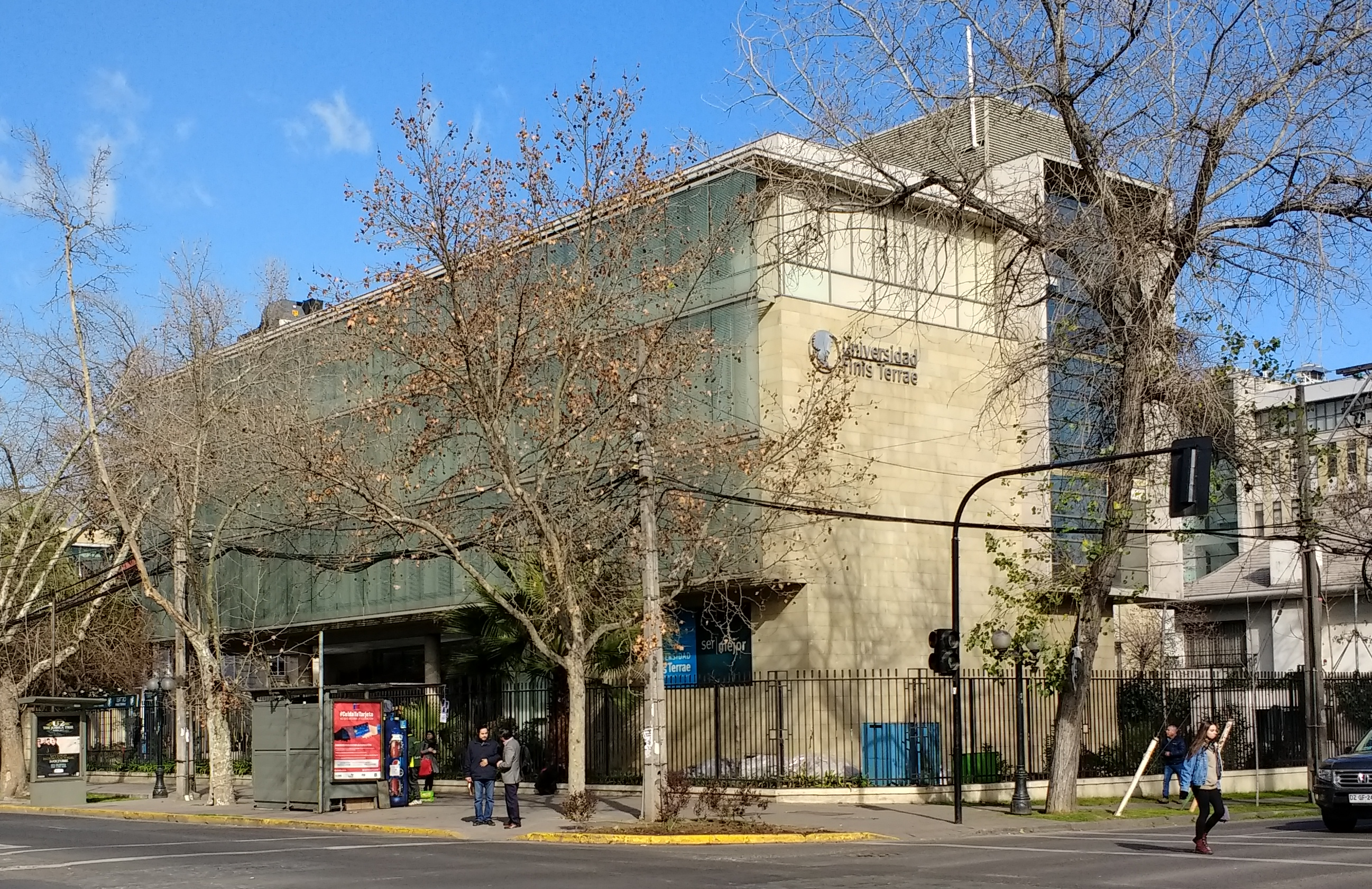

Die Universidad Finis Terrae ist eine private, staatlich anerkannte Universität mit Sitz in Santiago de Chile, Chile.
Die Hochschule wurde 1988 gegründet, 1999 schloss sie sich dem Verbund der Red de Universidades Anáhuac an, der von der Ordensgemeinschaft der Legionäre Christi getragen wird. Sie ist Mitglied der Internationalen Föderation Katholischer Universitäten.